# Универзитет Ратгерс
Универзитет Ратгерс (енгл. Rutgers University) је државни универзитет који се састоји од четири кампуса у Њу Џерзију. Осми је по старости колеџ у САД, други у Њу Џерзију (после Универзитета Принстон) и један од девет америчких колонијалних колеџа који су основани пре Америчке револуције.